# Ismael Fuente (escultura)
La escultura urbana conocida por el nombre Ismael Fuente, ubicada en el parque Ismael Fuente, en la ciudad de Oviedo, Principado de Asturias, España, es una de las más de un centenar que adornan las calles de la mencionada ciudad española.
El paisaje urbano de esta ciudad,  se ve adornado por  obras escultóricas, generalmente monumentos conmemorativos dedicados a personajes de especial relevancia en un primer momento, y más puramente artísticas desde finales del siglo XX.
La escultura, hecha en hierro, es obra de Rafael Rodríguez Urrusti, y está datada en 1995.
Es una pieza escultórica colocada sobre un pedestal con la que se quiere hacer memoria de la figura de Ismael Fuente, periodista y escritor, con fuerte vinculación a Oviedo (ya que su padre, ferroviario, estuvo destinado en Oviedo desde  su infancia). El homenajeado se presenta apoyado en un libro y una pluma, y del conjunto parece que surge una reproducción de la Cruz de los Ángeles, que gran simbolismo en Oviedo. El conjunto se remata con una corona real, simbolizando de este modo la relación de este periodista con los temas relacionados con la Casa Real española.